# Brigantine (New Jersey)
Brigantine ist eine Stadt im Atlantic County, New Jersey, USA. Bei der Volkszählung von 2020 wurde eine Bevölkerungszahl von 7716 registriert.

## Geographie
Nach dem United States Census Bureau hat die Stadt eine Gesamtfläche von 25,4 km², wovon 16,7 km² Land und 8,7 km² (34,32 %) Wasser ist.

## Demographie
Nach der Volkszählung von 2000 gibt es 12.594 Menschen, 5.473 Haushalte und 3.338 Familien in der Stadt. Die Bevölkerungsdichte beträgt 756,2 Einwohner pro km². 83,15 % der Bevölkerung sind Weiße, 3,94 % Afroamerikaner, 0,18 % amerikanische Ureinwohner, 5,72 % Asiaten, 0,05 % pazifische Insulaner, 4,67 % anderer Herkunft und 2,29 % Mischlinge. 9,41 % sind Latinos unterschiedlicher Abstammung.
Von den 5.473 Haushalten haben 24,0 % Kinder unter 18 Jahre. 44,9 % davon sind verheiratete, zusammenlebende Paare, 11,7 % sind alleinerziehende Mütter, 39,0 % sind keine Familien, 30,7 % bestehen aus Singlehaushalten und in 9,9 % Menschen sind älter als 65. Die Durchschnittshaushaltsgröße beträgt 2,30, die Durchschnittsfamiliengröße 2,89.
20,8 % der Bevölkerung sind unter 18 Jahre alt, 5,8 % zwischen 18 und 24, 30,9 % zwischen 25 und 44, 25,9 % zwischen 45 und 64, 16,6 % älter als 65. Das Durchschnittsalter beträgt 41 Jahre. Das Verhältnis Frauen zu Männer beträgt 100:95,1, für Menschen älter als 18 Jahre beträgt das Verhältnis 100:92,4.
Das jährliche Durchschnittseinkommen der Haushalte beträgt 44.639 USD, das Durchschnittseinkommen der Familien 51.679 USD. Männer haben ein Durchschnittseinkommen von 40.523 USD, Frauen 29.779 USD. Der Prokopfeinkommen der Stadt beträgt 23.950 USD. 9,4 % der Bevölkerung und 7,6 % der Familien leben unterhalb der Armutsgrenze, davon sind 15,9 % Kinder oder Jugendliche jünger als 18 Jahre und 7,2 % der Menschen sind älter als 65.

## Geschichte
Im Jahr 1608 wurde Brigantine Beach zum ersten Mal im Logbuch auf dem Schiff Half Moon von Henry Hudson erwähnt. Die Holländer waren allerdings die ersten Europäer, die an der Küste von Jersey einen Seeweg durch die Neue Welt in den Orient suchten. Der Name Brigantine stammt von einem Schiffstyp ab, der zu dieser Zeit verwendet wurde.